# Faramontanos de Tábara (kommunhuvudort)
Faramontanos de Tábara är en kommunhuvudort i Spanien.   Den ligger i provinsen Provincia de Zamora och regionen Kastilien och Leon, i den nordvästra delen av landet, 240 km nordväst om huvudstaden Madrid. Faramontanos de Tábara ligger 713 meter över havet och antalet invånare är 497.
Terrängen runt Faramontanos de Tábara är platt. Runt Faramontanos de Tábara är det mycket glesbefolkat, med 6 invånare per kvadratkilometer. Närmaste större samhälle är Tábara, 6,3 km väster om Faramontanos de Tábara. Trakten runt Faramontanos de Tábara består till största delen av jordbruksmark.